# Ejército del Ecuador
El Ejército del Ecuador, también llamado Fuerza Terrestre del Ecuador, es una de las ramas de las Fuerzas Armadas del Ecuador. Sus 67.430 soldados se despliegan en relación con su doctrina militar. El Ejército ecuatoriano contemporáneo incorpora muchas unidades de infantería de las fuerzas especiales y selva en su estructura.
Es el ejército más grande de las tres Fuerzas armadas del Ecuador. A la cabeza del Ejército del Ecuador se encuentra el comandante general del Ejército, quien obedece a la autoridad del jefe del Comando Conjunto de las Fuerzas Armadas, al Ministerio de Defensa Nacional y al comandante en jefe de las Fuerzas Armadas, el presidente Constitucional de la República.

## Misión
Desarrollar el poder territorial, a fin de lograr objetivos institucionales, que garanticen la integridad y soberanía del territorio nacional y contribuyan a la seguridad y desarrollo de la nación, así como a cumplir con todos los objetivos señalados por la planificación estratégica militar. 

## Objetivos principales
- Defender el territorio nacional como parte de una Fuerza de Tarea Conjunta.
- Representar una fuerte imagen militar como parte de las Fuerzas Armadas Ecuatorianas, tanto a nivel nacional como internacional.
- Participa en actividades y apoya el desarrollo y la cooperación en tiempos de crisis.
- Participa en operaciones de mantenimiento de la paz y seguridad internacional.
- Alcanzar y mantener un alto nivel operativo dentro de las Fuerzas Terrestres.
- Representar, implementar una institución integrada, dentro del sistema operativo.
- Garantizar la disposición de personal militar preparado para cumplir con todas las misiones y asignaciones.
- Disponer de un elemento de investigación y desarrollo, con foco en la defensa nacional.
- Ejecutar correctamente los trámites administrativos que involucren todos los aspectos institucionales.

## Historia
La historia de las Fuerzas Armadas ecuatorianas podría comenzar ya en 1531, cuando la guerra civil arrasó con el Imperio Inca. En una batalla clave cerca de Riobamba, donde las tropas de Huáscar fueron recibidas y derrotadas por las tropas de Atahualpa. Esto no lo salvó a su ejército de la derrota total, solo un año después en la Batalla de Cajamarca contra los conquistadores españoles. Se necesitarían casi 300 años en los que la lucha de Ecuador por la emancipación del dominio colonial español alcanzaría su punto máximo en la Batalla de Pichincha. Tras una victoria, las tropas ecuatorianas pasarían a formar parte de la coalición grancolombiana. Fueron años en los que dominó la guerra. Primero, el país estuvo en la primera línea de los esfuerzos de la Gran Colombia para liberar al Perú del dominio español entre 1822 y 1825; luego, en 1828 y 1829, las tropas ecuatorianas estarían en medio de una lucha armada entre Perú y Gran Colombia por la ubicación de su frontera común. Luego de la victoria naval y el bloqueo de Guayaquil por parte del ejército peruano la campaña terrestre este se volvió favorable a los gran colombianos, bajo el liderazgo del Marechal Sucre y el general venezolano Juan José Flores, salieron victoriosas en la batalla de la Portete de Tarqui pero este resultado no definió el resultado final de la guerra. Meses después, la Gran Colombia se disuelve para siempre. El Tratado de 1829 fijó la frontera en la línea que había dividido la Audiencia de Quito y el Virreinato del Perú antes de la independencia. En 1859, la nación estaba al borde de la anarquía. Esto condujo a una guerra civil y la primera Guerra Ecuatoriano-Peruana de 1857-1860. Respaldado por Guillermo Franco, un general ecuatoriano, el ejército peruano liderado por el general Ramón Castilla llegó a Guayaquil y obligó a Ecuador a firmar el Tratado Mapasingue que declara nula la asignación de tierras peruanas y obliga a suspender el negocio ecuatoriano-inglés. Acusando a Guillermo Franco de traición a la patria por firmar un tratado con los peruanos, Gabriel García Moreno, aliado del ex enemigo general Juan José Flores, atacó a las fuerzas de Franco. Después de varias batallas, las fuerzas de García Moreno pudieron obligar a las tropas de Franco a retirarse a Guayaquil, el sitio de la batalla final. 
A principios siglo XX hubo choques armados en la Amazonía entre Ecuador y Perú, por territorios en litigio, estos enfrentamientos fueron en el combate de Angoteros y combate de Torres Causana en 1903 y 1904 respectivamente donde hubo reveses militares. Las tropas ecuatorianas enfrentarían su mayor desafío y derrota, cuando en 1941, bajo circunstancias controvertidas, estalló otra guerra entre Ecuador y Perú. Una fuerza peruana mucho más grande y mejor equipada, rápidamente aplastó a las fuerzas ecuatorianas, expulsándolas de Zarumilla e invadiendo la provincia ecuatoriana de El Oro. El gobierno de Ecuador se vio obligado a aceptar los reclamos territoriales de Perú. Posteriormente, las tropas peruanas se retiraron de la invadida provincia de El Oro. 
En 1978 al no haberse cerrado 78 km de la frontera hubo enfrentamientos armados en el año 1977 y 1978 en la frontera de ambos países en el margen de la cordillera del Cóndor y sector del Alto Cenepa lo que se conoce como Incidente fronterizo Ecuador-Perú . Ante la problemática que podría extenderse los gobiernos de Perú y Ecuador convinieron en llegar a un acuerdo.
Sin embargo, los enfrentamientos ocasionales siguieron ocurriendo y estallaron en otro estallido de enfrentamientos serios en enero de 1981 llamado Guerra Paquisha, por el control de más de tres puestos de vigilancia establecidos por las tropas ecuatorianas dentro de una zona fronteriza en disputa. El conflicto cesó con el control del ejército peruano de la zona en disputa desalojando a las tropas ecuatorianas. En 1995, las tropas ecuatorianas se convertirían en parte de la fuente de conflicto armado internacional más antiguo en el hemisferio occidental cuando ambos lados se encontraron nuevamente en la Cordillera del Cóndor. El foco de todas las luchas se convertiría en un pequeño puesto de avanzada llamado Tiwintza por los ecuatorianos (y Tiwinza o Tihuintsa por los peruanos) hasta la firma de un alto el fuego. En 1998 se firma la Ley de Brasilia donde se otorga Perú el territorio en disputa (Tiwintza).

## Estructura
Ya en 1989, el Ejército contaba con alrededor de 40.000 soldados, casi cuatro veces la fuerza combinada de la Armada y la Fuerza Aérea. En 2003, se estructuró en cuatro Divisiones del Ejército independientes que operaban alrededor de 25 Batallones de Infantería. Estos batallones se implementaron en Brigadas que no estaban numeradas consecutivamente pero llevaban números impares en las series 1 a 27. Todas las Brigadas tenían también Fuerzas Especiales e ingeniero, o al menos una Compañía de Apoyo Logístico y de Comunicaciones. A partir de 2008, junto con la Fuerza Aérea y la Armada, el Ejército (también conocido como Fuerzas Terrestres) está experimentando una reforma para maximizar su capacidad conjunta. Este proceso implica la creación de comandos operativos similares a los de EE. UU. Hay 4 comandos conjuntos operativos que se distribuirán geográficamente.

### Liderazgo
El general del Ejército es el rango más alto del Ejército Ecuatoriano. Por lo general, el jefe de Estado Mayor del Ejército es también el general del Ejército, y es común que este general ocupe también el puesto de jefe del Estado Mayor Conjunto.

#### Estructura Orgánica
- Comando General de la Fuerza Terrestre
  - Jefatura del Estado Mayor 
    - Comando de Educación y Doctrina Militar Terrestre
    - Comando Logístico Terrestre
    - Comando de Operaciones terrestre

### Fuerzas de Tarea Conjunta "PATRIA I"
Desde 2009 se inició una reestructuración dentro de las Fuerzas Armadas ecuatorianas bajo el nombre de "PATRIA I". Se completará en 2011 y mejorará la estructura, el equipamiento y las operaciones militares dentro del territorio ecuatoriano. El territorio ecuatoriano también se ha dividido recientemente en cinco "Zonas de Fuerzas de Tarea Conjunta " o Fuerzas de Tarea Conjunta, cuatro en el Ecuador continental, siendo el quinto el territorio marítimo (incluidas las Islas Galápagos). Los cambios de estructura y despliegue de tropas a 2010 no están disponibles debido a que las Fuerzas Armadas de Ecuador mantienen restringida dicha información.
- 1.º "Norte" o Fuerza de Tarea Conjunta Nº 1 "Norte", (HQ Ibarra).
- 2.º "Oeste" o Fuerza de Tarea Conjunta No. 2 "Guayas", (HQ Guayaquil).
- 3.º "Sur" o Fuerza de Tarea Conjunta Nº 3 "Cuenca", (HQ Cuenca).
- 4.º "Central" o Fuerza de Tarea Conjunta No. 4 "Central", (HQ Quito).
- 5.ª "Marítima" o Fuerza de Tarea Conjunta No. 5 "Mar y Galápagos", (HQ ?).

### Formación
- ESMIL (Escuela Superior Militar "Eloy Alfaro"), ubicada en Quito, es la encargada de la formación de Oficiales y gradúa un promedio de 100 Subtenientes anualmente.
- ESFORSE (Escuela de Formación de Soldados del Ejército "Vencedores del Cenepa"), ubicada en la ciudad de Ambato, es la encargada de la formación de la tropa y gradúa un promedio de 600 Soldados anualmente.
- EIWIAS (Escuela de Iwias del ejército "Crnl.Gonzalo Barragan"), ubicada en la Provincia de Pastaza, Parroquia Shell Mera, esta escuela es encargada de la formación del personal nativo propio de la región amazónica, graduando un promedio de 35 soldados Iwias anualmente.

### Especialidades
Las insignias especiales reflejan la práctica de EE. UU.
- Infantería (Insignia: Rifles Mauser 1895 cruzados)
- Caballería blindada (Insignia: M4 Sherman con lanzas cruzadas)
- Artillería (Insignia: Cañones cruzados de la época española)
- Cuerpo de Ingenieros (Insignia: Castillo)
- Señales (Insignia: Banderas de señales cruzadas y una antorcha)
- Aviación del ejército (insignia: Ala y hélice)
- Logística (Insignia: Espiga y la espada)
- Fuerzas especiales
- Transporte (Insignia: Timón, escudo, ala y rueda)
- Material de guerra (Insignia: Granada)

#### Fuerzas especiales
- La Inteligencia Militar sigue siendo hasta hoy la mayor unidad del Arma de Inteligencia de las Fuerzas Terrestres.[9]
- La Novena Brigada de Fuerzas Especiales ''PATRIA'', está formada por paracaidistas, especializados como Comandos, Saltadores Libres Operativos, Guerra de Montaña, Hombres Rana, Francotiradores y perros guías.[10]
- La Escuela de Fuerzas Especiales de Comando , el GEK-9 es un organismo operativo independiente que transforma a los soldados en futuros comandos.[11]
- La unidad antiterrorista "GEO" (Grupo Especial de Operaciones ), formada en 1985, fue entrenada por la US Navy Seals y la británica SAS y mantiene los más altos estándares.[10]
- Las brigadas 17, 19 y 21 de la selva, capacitadas y experimentadas en la guerra en la selva.[9]
- Los Grupo Comandos de Selva (IWIAS) N.º 60 de Operaciones Especiales de guerra en la selva, también conocido como Iwias o Arutams, reclutado de tribus guerreras locales como los Shuar, los Záparo, los Kichwa y los Achuar.[12][13]
- La Escuela Iwia de Guerra en la Selva y Contrainsurgencia está en Coca en el Oriente.[14][12][13]
- Los destacamentos de barcos especiales llamados ratas de río o fusileros fluviales. Tres batallones con una fuerza de 550 hombres, equipados con cuarenta lanchas de patrulla de velocidad tácticas Vector y Phantom. Estos se someten a un entrenamiento de tres semanas en el centro de Fuerzas Especiales en Coca. Además, los Estados Unidos brindan capacitación y asistencia.[15][16]

#### Aviación del ejército
El elemento de aviación del Ejército (Ejército) se formó en 1954 originalmente llamado Servicio Aéreo del Ejército (SAE). Fue rebautizada como Aviación del Ejército Equatorina (AEE) en 1978. A partir de 1981, los elementos voladores se concentraron en una brigada de aviación, transformando efectivamente el ejército-aviación en una brigada operativa dentro de la estructura del ejército. En honor al papel del ejército-aviación en la Guerra de Paquisha en 1981, la unidad pasó a llamarse Brigada de Aviación del Ejército No.15 "Paquisha" (BAE) el 1 de julio de 1987. Finalmente, en 1996 la BAE ganó el estatus de un brazo completo dentro del ejército reconociendo su papel vital en la Guerra del Cenepa de 1995. En la actualidad el BAE n.º15 consta de:
- Grupo Aéreo del Ejército No. 43 "PORTOVIEJO"
- Grupo Aéreo del Ejército No. 44 "PASTAZA"
- Grupo Aéreo del Ejército No. 45 "PICHINCHA"
- Escuela de Aviación del Ejército "CAPT. FERNANDO VASCONEZ"

### Organización de tropa
A noviembre de 2004, la Orden de Batalla de las Fuerzas Terrestres de Ecuador era:
- I División del Ejército " Shyris " (Cuartel General Quito)
  - 1.ª Brigada de Caballería Blindada "Galápagos "
    - Escuadrón Presidencial "Granaderos de Tarqui"
    - Grupo de Caballería Blindada No 4
    - Grupo de Caballería Mecanizada No 6
    - Grupo de Caballería Mecanizada No 12
    - Grupo de Caballería Mecanizada No 16
    - Grupo de Caballería Blindada No 18
    - Grupo de Caballería Mecanizada No 36
    - Escuela de Equitación

  - 13.ª Brigada de Infantería " Pichincha "
  - Novena Brigada de Fuerzas Especiales " Patria "
    - 53.er Grupo de Fuerzas Especiales " Rayo "
    - 25.º Grupo de Fuerzas Especiales " Santo Domingo de los Colorados "
    - 26.º Grupo de Fuerzas Especiales " ' 'Cenepa "
    - 27.º Grupo de Fuerzas Especiales " Latacunga "
- II División del Ejército " Libertad " (Cuartel General Guayaquil )
  - 5.ª Brigada de Infantería " Guayas "
- III División de Ejército " Tarqui " (Cuartel General Cuenca )
  - 1.ª Brigada de Infantería " El Oro "
  - 3.ª brigada de infantería
  - Séptima Brigada de Infantería " Loja "
  - 27 Brigada de Artillería " Bolívar "
- IV División del Ejército " Amazonas " (Cuartel General El Coca )
  - XVII Brigada de Infantería de Selva " Pastaza "
    - 17.ª Compañía de Fuerzas Especiales
    - 49° Batallón de Infantería de Selva
    - 50° Batallón de Infantería de la Selva
    - 51° Batallón de Infantería de Selva

  - 19.ª Brigada de Infantería de la Selva " Napo "
    - XIX Compañía de Fuerzas Especiales " Aguarico "
    - 54.º Batallón de operaciones especiales en selva " Capitán Calles "
    - 55.º Batallón de Infantería de Selva " Putumayo "
    - 56.º Batallón de Infantería de Selva " Tungurahua "
    - 57.º Batallón de Infantería de Selva " Montecristi "

  - 21.ª Brigada de Infantería de Selva " Cóndor " (HQ Patuca)
    - 61.er Batallón de Infantería de Selva " Santiago "
    - 62.º Batallón de Infantería de Selva " Zamora "
    - 63.er Batallón de Infantería de Selva " Gualaquiza "
- Unidades independientes
  - 1.er Batallón de Ceremonial Militar(Guardia de Honor) "Libertadores" (Cuartel General Quito)
  - 23 Comando de Ingenieros " Cenepa " (Sede Quito)
  - 25 ° Brigada de Apoyo Logístico "Reino de Quito" (Sede Quito)

## Equipamiento
Históricamente, el Ejército dependía de una amplia variedad de proveedores extranjeros para prácticamente todas sus necesidades de equipo. Solo en la década de 1980 comenzó a desarrollar una modesta industria nacional de armas, ya que la Dirección de Industrias del Ejército fabricaba municiones para rifles, uniformes, botas y otros artículos consumibles. El equipo actual del Ejército es principalmente de origen occidental.

### Equipamiento del Ejército Ecuatoriano

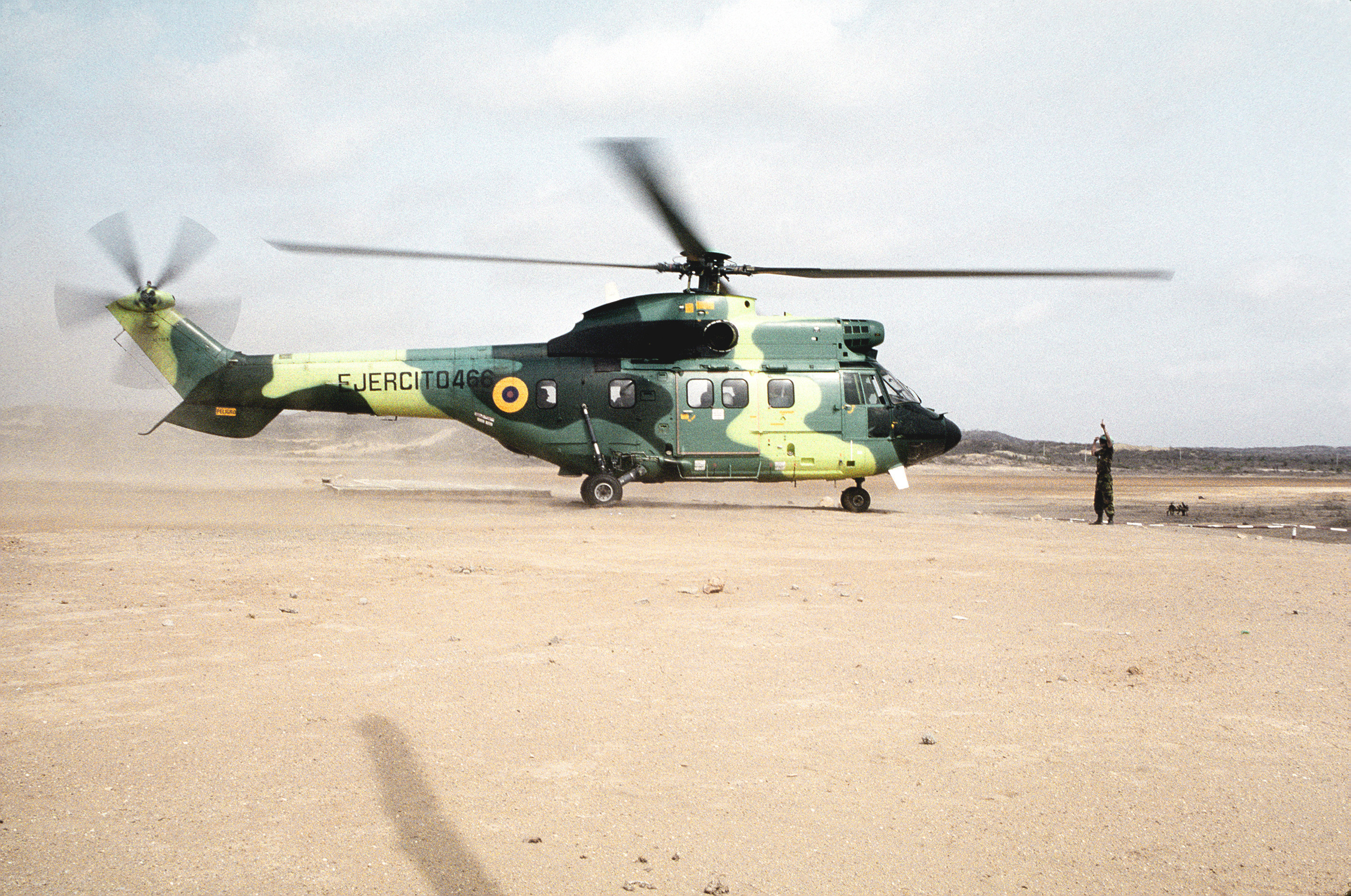
AS 532 Cougar ecuatoriano de la Subdivisión de Aviación del Ejército.
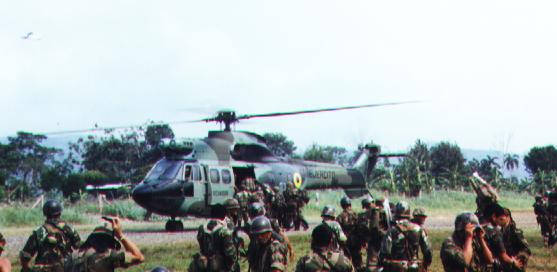
Foto tomada durante la guerra del Cenepa, Fuerzas Especiales Ecuatorianas durante un relevo de tropas, cerca de la zona de Tiwintza donde los combates fueron particularmente intensos.
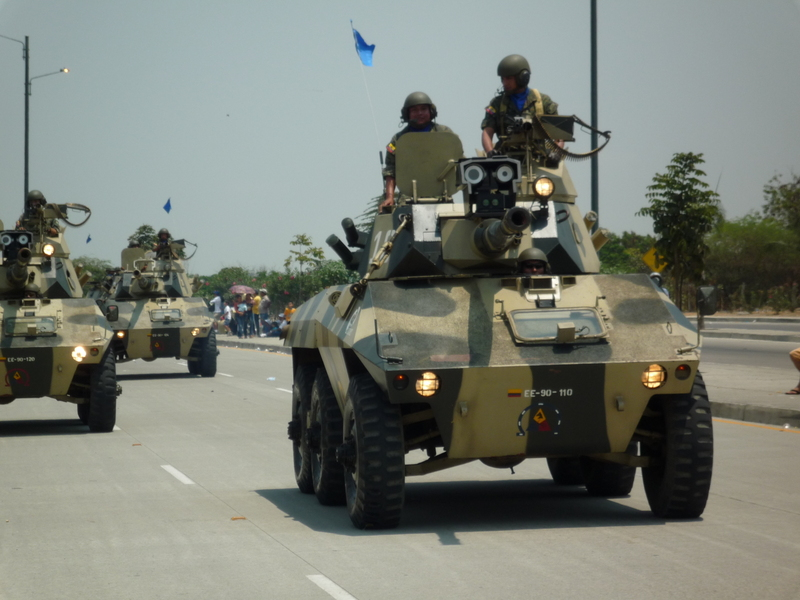
EE-9 Cascavel ecuatoriana durante una exhibición militar.
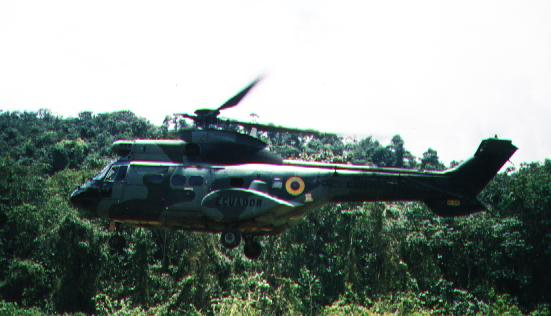
Helicóptero Puma ecuatoriano de la Subdivisión de Aviación del Ejército.
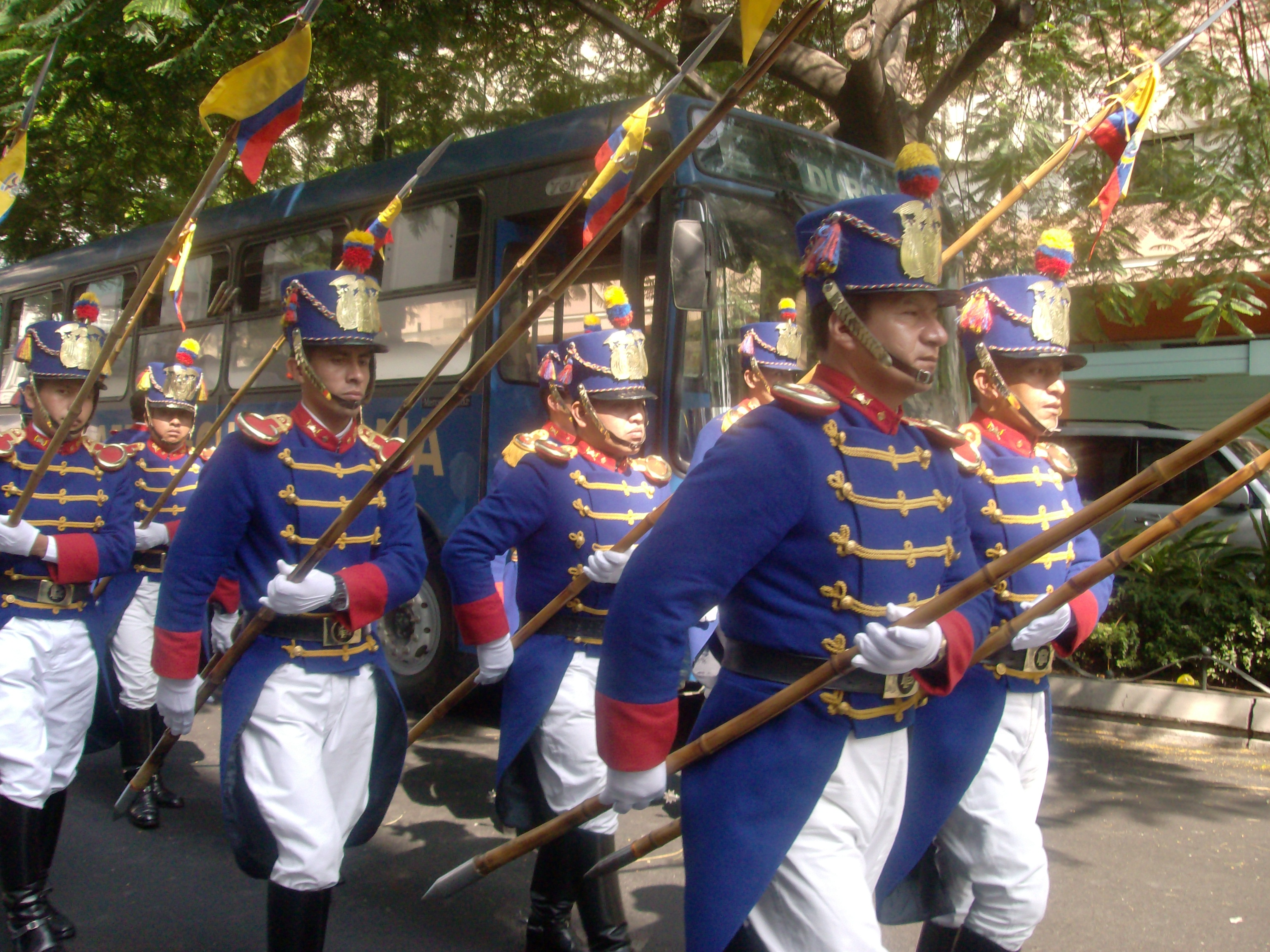
Granaderos de Tarqui durante un desfile militar.
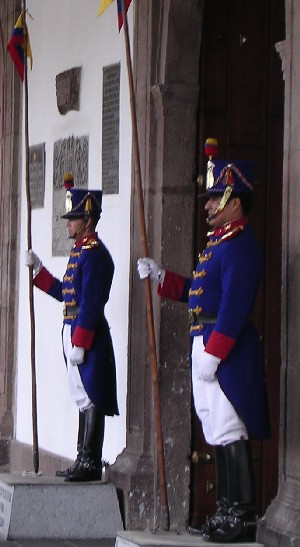
Uniforme de los granaderos que data de la época de la Batalla de Tarqui, que hoy luce la guardia de honor presidencial en el palacio presidencial de Quito.
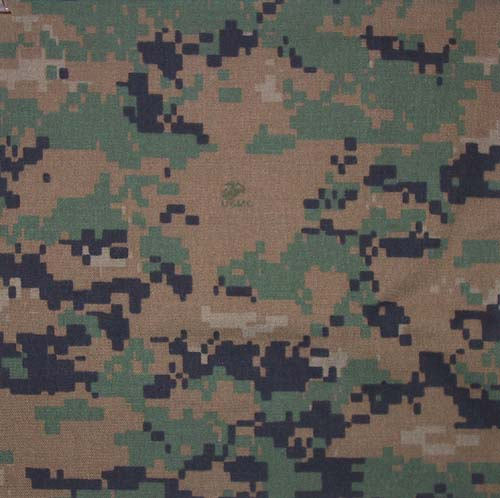
El MARPAT (abreviatura de MARine PATtern) es un patrón de camuflaje pixelado en uso con el Ejército Ecuatoriano.
'Woodland' es el nombre del patrón de camuflaje predeterminado entregado a los soldados ecuatorianos.